# إكسبلورر 35
إكسبلورر 35 (بالإنجليزية: Explorer 35) هو مركبة فضائية تدور بشكل مستقر على بعد مسافات قمرية مصممة للدراسات بين الكوكبية، تدرس البلازما بين كوكبية، والمجال المغناطيسي، والجسيمات عالية الطاقة، وأشعة إكس الشمسية. أُطلقت المركبة في مدار قمري إهليلجي. وكان اتجاه محور دوران المستكشف عموديًا تقريبًا على مستوى مسار الشمس. بلغ معدل دورانه 25.6 دورة في الدقيقة. حققت هذه المهمة أهدافها. أُوقفت المركبة في 24 يونيو من عام 1973 بعد ست سنوات من العمل الناجح.

## المعدات العلمية

### مقياس المغناطيسية
يتكون اختبار مقياس المغناطيسية من مقياس مغناطيسية ثلاثي المحاور مثبت بذراع رافعة وحزمة الكترونيات. رُكّبت المستشعرات بشكل متعامد، بالإضافة إلى توجيه مستشعر واحد على طول محور دوران المركبة الفضائية. احتوت حزمة المعدات على دائرة كهربائية لاستخراج المعلومات الناتجة عن المستشعرات في مستوى الدوران. كانت عتبة الضجيج حوالي 0.2 نانو تسلا. كان للجهاز ثلاثة نطاقات تغطي موجب أو سالب 20، 60، 120 نانو تسلا بالمقياس الكلي لكل عنصر موجه. وكانت دقة الرقمنة لكل نطاق 1% من المجال الكلي المغطى. قيس شعاع الحقل المغناطيسي بشكل فوري، وغُيِّر نطاق الجهاز بعد كل قياس. تفصل بين القياسات المتتالية مدة 2.05 ثانية، ومدة 6.14 ثانية بين القياسات في نفس النطاق. كان أداء الجهاز طبيعيًا.
تحوي التجربة مقياس مغناطيسية ثلاثي المحاور مثبت بذراع رافعة. يملك كل مستشعر نطاقي موجب وسالب 24 نانو تسلا و64 نانو تسلا، مع دقة رقمنة موجب وسالب 0.094 نانو تسلا و0.25 نانو تسلا على التوالي. فُحص الانزياح عن المستوى الصفري عن طريق إعادة توجيه دورية للمستشعرات حتى 20 مايو من عام 1969، عندما تعطلت آلية المُقلّب. شكّل تحليل البيانات أمرًا أصعبًا بعد هذه النقطة، إذ أصبح تحديد الانزياح عن المستوى الصفري للمستشعر الموازي لمحور دوران المركبة الفضائية ليس سهلًا. بلغ تداخل المركبة الفضائية أقل من 0.125 نانو تسلا. حصلت المركبة على قياس موجه كل 5.12 ثانية. تراوح ممر موجة مقياس المغناطيسية بين القيمتين 0 إلى 5 هرتز. مع تخفيض 20 ديسيبل لكل زيادة تساوي عشر أمثال التردد بالنسبة للترددات المرتفعة. عملت التجربة بشكل طبيعي منذ إطلاقها حتى إيقافها (24 يونيو من عام 1973) باستثناء عطل تعطل المُقلّب.

### أرصاد الرادار المزدوج
كان الغرض من هذه التجربة هو دراسة الخصائص العاكسة الكهرومغناطيسية للسطح القمري. تبعثرت الإرسالات المستخدمة للقياس من المركبة بشدة 136.10 ميغاهرتز (2.2 متر) عن السطح القمري ثُم سُجّلت باستخدام طبق هوائي موجود في ستانفورد يبلغ قطر طبقه 150 قدم. اعتمدت كثافة الإشارات المنعكسة على انعكاسية القمر، وارتفاع المركبة الفضائية فوق السطح القمري، والانحناء المتوسط للقمر. تناسب عرض الإشارة المرتدة مع الجذر المتوسط المربع لميلان سطح القمر. سمحت ظواهر الاحتجاب بتحديد خصائص التبعثر للطرف القمري (حافة السطح المرئي للقمر كما ينظر إليه من الأرض). ثم حُدد ثابت العزل الكهربائي لباطن القمر في منطقة التبعثر على عمق 25 سنتيمتر من خلال مخطط القيم الانعكاسية مقابل زاوية السقوط (هي الزاوية بين الشعاع المنعكس على السطح والخط العمودي على السطح عند نقطة السقوط) على القمر. أُشير أيضًا إلى المنحدر القمري المتوسط لكل منطقة تنعكس منها الإشارات. تركزت الأرصاد على بعد 10 درجات من خط الاستواء القمري. ظلّت التجربة طبيعية حتى مارس من عام 1971.

### الغرف الأيونية وأنابيب غايغر
تضمنت هذه التجربة غرف تأين بطول 12 سنتمتر من نوع ‹‹نير›› وأنبوبين غايغر – مولر من نوع ليونيل 205 إتش تي. استجابت الغرف الأيونية بكل الاتجاهات للإلكترونات ذات الطاقة الأكبر من 0.7 ميغا إلكترون فولت والبروتونات ذات الطاقة الأكبر من 12 ميغا إلكترون فولت. ثُبت كل من أنبوبي غايغر بشكل موازٍ لمحور دوران المركبة الفضائية. اكتشف الأنبوب الأول الإلكترونات ذات الطاقة الأكبر من 45 كيلو إلكترون فولت التي كانت منتشرة فوق رقائق الذهب. كانت زاوية مخروط القبول 70 درجة وهي الزاوية الكلية، وينحرف محور تناظره 20 درجة عن محور دوران المركبة الفضائية. أمّا الأنبوب الثاني فاستجاب للإلكترونات والبروتونات بطاقة 22 و 300 كيلو إلكترون فولت على التوالي، أمّا مخروط القبول فتمركز على محور دوران المركبة الفضائية. استجابت الأنابيب بكل الاتجاهات للإلكترونات والبروتونات التي طاقتها أعلى من 2.5 و 50 ميغا إلكترون فولت على التوالي. روكِمت النبضات من الغرفة الأيونية والإحصائيات من كلا الأنبوبين كل 39.72 ثانية وسُجّلت كل 40.96 ثانية. بالإضافة إلى ذلك، أُرسل الوقت بين النبضات الأولى للغرفة الأيونية في فترة التراكم. أدت هذه التجربة جيدًا في البداية.

### كاشف النيازك الدقيقة
صُممت هذه التجربة لقياس التأين، والزخم، والسرعة، واتجاه الأحجار النيزكية الدقيقة باستخدام كواشف تعتمد على الأفلام المشحونة، وأجهزة الحث، والميكروفونات.

### كأس فاراداي
استُخدمت كأس فاراداي المجمعة للأجزاء المثبتة على خط استواء المركبة الفضائية لدراسة الشدة الاتجاهية للإلكترونات والأيونات الموجبة في الرياح الشمسية مع التركيز على تفاعل الرياح الشمسية مع القمر. أُخذت حوالي 27 عينة تيار متكاملة (تطلبت حوالي 4.3 ثانية) في نافذة مشحونة بطاقة تتراوح بين 80 حتى 2850 إلكترون فولت. ثُمّ أُخذت عينات من التيار لثماني نوافذ تفاضلية مشحونة بين 50 و5400 إلكترون فولت بزاوية سمتية في المكان الذي ظهرت فيه ذروة التيار في السلسلة السابقة من القياسات المتكاملة. استغرقت القياسات (التفاضلية والتكاملية) حوالي 25 ثانية. تم الحصول على المجموع والفرق للتيارات المجمِّعة للأيونات الموجبة. وتم الحصول على المجموع فقط بالنسبة للإلكترونات. تتطلب مجموعة كاملة من القياسات (صفيحتان مجمعتان للمجموع وواحدة للفرق بالنسبة للبروتونات وصفيحة مجمعة للمجموع بالنسبة للإلكترونات)328 ثانية. عملت التجربة جيدًا منذ إطلاقها حتى تعطلها في يوليو من عام 1968.